# Paulijanska tužba
Actio Pauliana je vrsta tužbe (ili prigovora), ustanova rimskog prava kojom se pobijaju dužnikove pravne radnje učinjene na štetu poverioca,odnosno pobijanje pravnih radnji dužnika, koji na različite načine umanjuje svoju imovinu,kako bi onemogućio poverioca da se naplati.
Za uspeh u parnici pokrenutoj ovom tužbom potrebno je da se ispune sledeće pretpostavke:
1. Poverilac (tužilac, pobijač) mora da dokaže da je dužnikovom pravnom radnjom koju u parnici pobija zaista oštećen. Obično se u praksi to dokazuje neuspelim pokušajem prinudne naplate u izvršnom postupku iz imovine dužnika
2. Dužnik mora biti kriv, što je njegovom pravnom radnjom nastupila šteta (koja se sastoji u tome da poverilac nije ni prinudnim putem uspeo da naplati svoje potraživanje) za poverioca. Krivica dužnika može se označiti i kao njegova nesavesnost. Da li je znao ili mogao znati da svojom radnjom nanosi štetu svom poveriocu. To je razume se subjektivni element koji se mora utvrditi u svakom konkretnom slučaju. Zakon o obligacionim odnosima pravi razliku između teretnih i besteretnih pravnih radnji dužnika. Kod teretnih dužnikovih raspolaganja poverilac mora dokazati da je dužnik znao ili morao znati da svojim raspolaganjima nanosi štetu poveriocu uz izuzetak koji se odnosi na teretna raspolaganja učinjena tzv "krugu sumnjive porodice" (Svi potomci i preci dužnika, njegov supružnik, rođena braća i sestre odnosno polubraća i sestre kao i braća i sestre od rođenih stričeva, ujaka ili tetki) kada važi zakonska pretpostavka da je dužnik nesavestan (teret je na dužniku da dokaže da to nije). Kod besteretnih pravnih radnji dužnika njegova nesavesnost se takođe pretpostavlja. 
3. Lice koje stiče korist iz pobijane pravne radnje (treće lice, protivnik pobijača) mora biti krivo, tj nesavesno. Da je znalo ili moglo znati da dužnik učinjenim raspolaganjem nanosi štetu poveriocu. I ovde važi pretpostavka nesavesnosti tzv "sumnjive porodice"

## Dejstva pobijanja
Svrha ove tužbe nije da se poništi pravna radnja dužnika već da se ona učini bez dejstva samo prema poveriocu koji je zahtevao pobijanje i to samo u obimu koji je potreban da on namiri svoje potraživanje prema dužniku. To praktično znači da pravna radnja dužnika koja je uspešno pobijena u okončanoj parnici po tužbi poverioca gubi dejstvo prema trećem licu samo u vrednosti koji je potreban za namirenje poverioca. Time se ne zadire u eventualno pravo trećeg lica na naknadu štete prema dužniku.
Aktivno legitimisan za ovu tužbu je dužnikov poverilac, dok je tuženi lice u čiju korist je učinjena pravna radnja dužnika, a ne dužnik. Ovo predstavlja jedan od izuzetaka da je obligacija "res inter alios acta" odnosno da ima dejstva samo prema stranama u obligacionom odnosu, relativni karakter obligacionog odnosa( dejstvo inter partes). Treba napomenuti da je moguća Actio Paulina i u formi prigovora u toku parnice.

## Rok u kome se može podneti tužba
Za pobijanje teretnih raspolaganja rok iznosi jednu godinu od dana kada je preduzeta pobijana pravna radnja odnosno od dana kad je trebalo preduzeti propuštenu radnju (npr. dati pozitivnu nasledničku izjavu).
Za pobijanje dobročinih raspolaganja i teretnih raspolaganja u korist "sumnjive porodice" rok iznosi tri godine.

## Literatura
- Đorđe Nikolić. Obligaciono pravo, Priručnik za polaganje pravosudnog ispita. Beograd: Projuriš.  86-86105-13-0.